# メリー・ジェーン (ブランド)
メリー・ジェーンは、東京都文京区に存在する株式会社ダグダグ（コンテンツ・ソフト協同組合に加盟）が運営しているアダルトアニメブランド。2009年に現同社プロデューサー・44℃(穴戸)梅毒等によって設立。流通販売は同所に本拠を構える株式会社アムモ98が担っている。主にアダルトゲームや成人向け漫画を原作とした低価格系のアダルトアニメを製作している。

## 作品リスト
リストについては公式ホームページを参照のこと。
尚、発足当初に企画を担っていた一刀斉ぽんずが、2011年中頃に突如活動を停止した影響を受けて、初期に販売された幾つかの作品は未完状態となっている。
- 私の知らない妻の貌（原作：アイル）未完
  - 1st.晒された初体験（2010年1月29日）
- 聖徒会長ヒカル（原作：catwalkNERO）未完
  - 公開処女喪失（2010年4月30日）
- HHHトリプルエッチ（原作：DISTANCE）
  - 1st.しぐれ編（2010年11月26日）
  - 2nd.こなみ編（2011年1月28日）
  - 3rd.みゆき編（2011年10月21日）
  - 4th.しぐれ編おかわりっ（2012年2月3日）
  - 完全版（2016年6月3日）
- 秘湯めぐり 隠れ湯（原作：リドルソフト）
  - 上巻 幼なじみは若女将（2010年12月3日）
  - 下巻 若女将は堕とし頃（2011年2月25日）
  - 総集編（2012年12月21日）
  - 舞桜編 1st.舞散る桜（2013年2月2日）
  - 舞桜編 2nd.手折られる可憐な桜（2013年5月3日）
  - 舞桜編 完全版（2016年7月22日）
- ショッキングピンク!（原作：ヤスイリオスケ）
  - 第1話 桃園の誓い（2011年6月24日）
  - 第2話 長坂の戦い（2011年8月5日）
  - 完全版（2014年2月21日）
- 箱入少女 -Virgin Territory-（原作：クレージュA）
  - 上巻 理想のお嬢様（2011年9月30日）
  - 下巻 優等生ユキノ（2012年2月24日）
  - 完全版（2013年9月20日）
- ペットライフ（原作：草津てるにょ）
  - テンゴロ編（2011年12月16日）
- 姉SUMMER!（原作：あるてみす）
  - 上巻 バ、バカァァッン（2011年12月30日）
  - 下巻 す、好きぃぃぃいっ（2012年4月6日）
  - 完全版（2014年11月7日）
- オトメドリ（原作：夏庵）
  - 上巻 純潔の輪舞曲（2012年5月25日）
  - 下巻 悪夢のEncore（2012年9月28日）
- Brandish（原作：或十せねか、Rusty Soul）
  - 第1話 カワユイ男の子ゲッートぉ❤（2012年6月22日）
  - 第2話 勇者退治しちゃいます❤（2012年8月24日）
  - 完全版（2015年5月22日）
- My妹〜小悪魔なAカップ（原作：わかつきひかる、みやま零）
  - 上巻 お兄ちゃんなんて大嫌い!?（2012年7月6日）
  - 下巻 お兄ちゃんに夢中だよ（2012年9月28日）
  - 完全版（2014年12月5日）
- お嬢様☆嫁入り抗争（原作：月乃御伽、原作イラスト：Yuyi、原作発行者：フランス書院）
  - 上巻 極嬢の恋煩い（2012年10月5日）
  - 下巻 風雲!ツンデレラ城（2012年11月30日）
  - 完全版（2014年12月19日）
- 姦染5 -The Daybreak-（原作：SPEED）
  - 上巻 レイプハーレム（2012年10月26日）
  - 下巻 レイプパーティー（2012年12月21日）
  - 完全版（2017年3月24日）
  - ルートA　絶望と悪夢の世界で（2018年3月30日）
- ツンツンメイドはエロエロです（原作：青橋由高、原作イラスト：有末つかさ、原作発行者：フランス書院）
  - 上巻 ご主人様を躾けてあげる❤（2013年3月2日）
  - 下巻 メイドの躾けはお尻から（2013年5月24日）
  - 完全版（2015年5月1日）
- メスのちトラレ（原作：夏庵）
  - 上巻 ハメられた生徒会長（2013年4月5日）
  - 下巻 ハラまされた生徒会長（2013年6月21日）
- 妹ぱらだいす2（原作：MOONSTONE Cherry）
  - 上巻 ヒミツのヴァージンぶれいく❤（2013年8月3日）
  - 下巻 独り占め、ヴァージンぶれいく❤（2013年10月4日）
  - 完全版（2018年7月6日）
- 女子高生の腰つき（原作：音乃夏）
  - 上巻 ビーチバレー部編（2013年8月23日）
  - 下巻 テニス部編（2013年10月25日）
  - 写真部編（2014年7月4日）
  - ビリヤード部創部編（2014年8月8日）
  - ビーチバレー部編Round2（2015年1月23日）
  - 演劇部編（2015年4月24日）
  - ビーチバレー部編 完全版（2019年2月8日）
  - テニス部・ビリヤード部創部編 完全版（2019年3月8日）
  - 写真部・演劇部編 完全版（2019年4月5日）
- てにおはっ! 〜女の子だってホントはえっちだよ?〜（原作：rootnuko+H）
  - 上巻 パワハラ・セクハラ・初体験!?（2013年11月22日）
  - 下巻 女友達と、いつでもどこでも❤（2014年1月31日）
  - 完全版（2015年9月4日）
- 虜ノ契〜家族の為に身体を差し出す姉と妹〜（原作：Guilty eX）
  - 上巻 恥辱の契約（2013年12月6日）
  - 下巻 恥辱の契約（2014年3月7日）
  - 完全版（2015年11月20日）
- 乳色吐息（原作：ごばん）
  - 上巻 幼なじみに男を刻め（2014年5月30日）
  - 下巻 妹に兄の威厳を見せつけろ（2014年9月5日）
  - 完全版（2019年12月9日）
- すぽコン! SPORTSWEAR COMPLEX（原作：アストロノーツ・アリア）
  - 上巻 アスリートボディのゆ・う・わ・く❤（2014年9月26日）
  - 下巻 決着！？コーチ争奪戦（2014年10月31日）
  - 完全版（2016年11月4日）
- 夜這いする七人の孕女（原作：Guilty）
  - 上巻 淫らな訪問者（2014年9月26日）
  - 下巻 当主の花嫁（2015年3月20日）
  - 完全版（2017年3月24日）
- いいなり!催眠彼女〜隷属洗脳・生ハメ性活〜（原作：クレージュA）
  - 上巻 片思いのあの子をモノにしろ（2015年2月13日）
  - 下巻 生意気な妹への処方箋（2015年5月1日）
- 少女教育（原作：たぬきそふと）
  - 稲垣紗衣編（2015年5月1日）
  - 雛田麻未編（2015年7月3日）
  - 完全版（2024年11月8日）
- 厳格クールな先生がアヘボテオチ!（原作：フランス書院）
  - 上巻 モテサプリのトンデモ副作用（2015年6月26日）
  - 下巻 絶頂漬けの10日間（2015年7月24日）
- アノコトイイコト（原作：獲る猫）
  - 第1話 こんな胸でも愛されたい！（2015年10月2日）
  - 第2話 そうだ妹と練習しよう。（2015年12月25日）
  - 完全版（2018年4月20日）
- あねよめカルテット（原作：きゃんでぃそふと）
  - 上巻 キャリアウーマンな姉と引きこもりメイド姉（2015年10月9日）
  - 下巻 甘やかし系お姉ちゃんといたずら好きお姉ちゃん（2016年3月25日）
  - 完全版（2019年5月24日）
- 闘技場の戦姫〜another story〜（原作：フランス書院）
  - 上巻 すべてを捧げた戦姫（2015年12月4日）
  - 下巻 囚われの戦姫（2016年1月8日）
  - 完全版（2018年2月2日）
- 都市伝説シリーズ（原作：皐月芋網）
  - 其の壱 トイレのHanakoさん（2016年1月22日）
  - 其の弐 ェ呪いのビデオ（2016年4月29日）
  - 其の参 八尺さん（2016年11月25日）
  - 其の肆 メリーちゃんの電話（2017年1月20日）
  - 其の伍 ェ呪いのVR（2018年6月8日）
  - 其の陸 集結！エロカワ怪異（2018年9月7日）
- アマカノ（原作：あざらしそふと）
  - 上林聖編（2016年2月5日）
  - 星川こはる編（2016年3月4日）
  - 高社紗雪編（2016年11月18日）
  - 特別編（2017年1月6日）
  - 完全版（2023年12月22日）
- 今からアタシ……（原作：旗幟灰星）
  - 上巻 初めてを捧げます（2016年9月30日）
  - 下巻 セカンドバージンも捧げます（2016年12月2日）
  - 完全版（2021年7月9日）
- 小女ラムネ（原作：たぬきそふと）
  - 第1話 ちーちゃんと秘密のアルバイト（2016年10月7日）
  - 第2話 ドキドキの撮影タイムと恋のABC（2017年2月3日）
  - 第3話 ゆかたと花火と夏祭り（2017年11月24日）
  - 第4話 みんなの夏休み（2018年3月2日）
  - 第5話（2025年7月11日）[5]
- 貴方ハ私ノモノ-ドS彼女とドM彼氏（原作：ソフトさーくるクレージュ）
  - 上巻 しつけ上手な優等生（2017年4月28日）
  - 下巻 立派なワンコへご褒美を（2017年8月11日）
  - 完全版（2019年8月2日）
- 虜ノ鎖～処女たちを穢す淫らな鎖～（原作：Guilty）
  - 上巻 奪われた日常（2017年7月7日）
  - 下巻 ケダモノたちの宴（2017年9月8日）
- 魂インサート（原作：谷口さん）
  - 上巻 女体へのファーストコンタクト（2017年7月7日）
  - 下巻 神様の身体へおじゃまします（2017年10月6日）
  - 完全版（2020年11月20日）
- キメ恋!高嶺の華と幼なじみがキマった理由（原作：橘ぱん、原作イラスト：桂井よしあき、原作発行者：フランス書院）
  - 上巻 魔法の薬で恋の成就を（2017年10月6日）
  - 下巻 正妻はどっち？（2017年12月22日）
  - 完全版（2022年10月7日）
- エルフの教え子と先生
  - 上巻 秘密の放課後デート（2018年8月3日）
  - 下巻 ダークエルフの甘美な誘惑（2018年12月7日）
  - 完全版（2021年10月22日）
- 巨乳ドスケベ学園（原作：インターハート）
  - 上巻 乙女クラブの秘密（2018年10月5日）
  - 下巻 下巻目指せ！ハーレムルート（2018年12月7日）
  - 完全版（2022年6月3日）
- おやすみせっくす（原作：みかづき紅月、原作イラスト：三上ミカ、原作発行者：フランス書院）
  - 第1話 妹の肌に触れた初めての夜（2018年10月26日）
  - 第2話 兄を寝室へ誘う禁断の合図（2019年5月3日）
  - 第3話 夢だけで終わらない夜（2021年5月21日）
  - 第4話 あふれ出る想いが止まらない朝（2021年9月3日）
- ヴィーナスブラッド ブレイヴ（原作：dualtail）
  - 第1話 紅き月下にうごめく触手たち（2018年12月21日）
  - 第2話 生娘は触手の海にいだかれる（2019年3月8日）
  - 第3話 舞姫の魅了の舞踏は触手と共に（2019年12月6日）
  - 第4話 堕ちた騎士の魂は触手の拘束に清められる（2020年3月6日）
  - 完全版（2023年6月2日）
- 君想ふ恋
  - 第1話 志は高く高く（2018年12月21日）
  - 第2話 ピッタリしたい恋じゃない（2019年4月5日）
  - 完全版（2023年9月22日）
- 思春期セックス
  - 第1話 思春期セックス（2019年4月5日）
  - 第2話 今日、私ん家集合ね！（2019年9月6日）
  - 第3話 今日、私ん家集合ねII（2020年10月9日）
  - 第4話 ぬるぬるデリヘル（2021年2月5日）
- 少女教育RE
  - 第1話 稲垣紗衣と過ごす日々（2019年7月5日）
  - 第2話 白石那奈と過ごす日々（2019年9月6日）
- らぶりー♡
  - 第1話 らぶりーあいなちゃん♡（2019年11月8日）
  - 第2話 無口な彼女（2020年2月7日）
- お兄ちゃん、朝までずっとギュッてして!
  - 女未そら編（2020年3月6日）
  - 女未こはく編（2020年6月19日）
  - 女未あかね編（2021年6月4日）
  - 女未すみ編（2021年9月3日）
- 初めてのヒトヅマ
  - 第1話 俺が見たことのない彼女（2020年5月22日）
  - 第2話 続・俺が見たことのない彼女（2020年8月7日）
  - 第3話 デリバリーセックス（2021年11月26日）
  - 第4話 ビッチな女子の恋愛相談（2022年3月4日）
  - 第5話 J系ママの試験対策（2023年5月3日）
  - 第6話 母子の思い（2024年2月2日）
- 優等生綾香のウラオモテ
  - 第1話 優等生のビッチな日々（2020年10月30日）
  - 第2話 アヤカは今日も止まらない（2021年2月5日）
  - 完全版（2024年7月5日）
- はじめてのおるすばん（原作：ZERO）
  - 観月しおり編（2020年12月4日）
  - 観月さおり編（2021年3月5日）
- 思春期のお勉強
  - 第1話 興味津々なお年頃（2021年12月17日）
  - 第2話 学ぶより経験がしたいお年頃（2022年5月6日）
  - 第3話 キスをしてみたいお年頃（2022年10月7日）
  - 第4話 デートをしてみたいお年頃（2023年3月17日）
- アネハメ 俺の初恋が実姉なわけがない
  - 第1話 帰って来たお姉ちゃん（2021年12月24日）
  - 第2話 ラブホとお姉ちゃん（2022年4月8日）
- Abandon‐100ヌキしないと出られない不思議な教室‐
  - 第1話 闇のSEXゲーム（2022年3月11日）
  - 第2話 ゲームの勝者（2022年11月18日）
- 僕は小さな淫魔のしもべ
  - 第1話 家畜生活の始まり（2022年8月5日）
  - 第2話 クロエのお食事タイム（2022年11月18日）
- いもうとはGALかわいい
  - 第1話 属性違いの妹（2023年2月3日）
  - 第2話 妹からのプレゼント（2023年2月3日）
- 子作り妊活部!（原作：孕間せん）
  - 第1話 遠野羽海編（2023年2月3日）
  - 第2話 浅木愛香編（2025年2月21日）[6]
- 好みじゃないけど むかつく姉と相性抜群エッチ
  - 第1話（2024年4月19日）
  - 第2話（2024年6月7日）
- 妻を同窓会にいかせたら
  - 第1話 再開と刺激…（2024年6月7日）
  - 第2話 追想と呪縛（2024年8月30日）
- セックスが好きで好きで大好きなクラスメイトのあの娘
  - 第1話 気になるあの娘とアルバイト（2024年9月6日）
  - 第2話 初めての撮影！デート!?（2024年10月18日）
  - 第3話 ひとりエッチ×2 前編（2024年12月20日）
  - 第4話 ひとりエッチ×2 後編（2025年4月4日）[6]
- 憧れの女上司が、相部屋出張の隣のベッドで絶倫男に寝取られている
  - 第1話 初夜傍聴（2025年4月4日）[6]
- ボクの理想の異世界生活
  - 第1話（2025年5月2日）[6]